# Scaphinotus petersi
Scaphinotus petersi är en skalbaggsart som beskrevs av Hans Roeschke. Scaphinotus petersi ingår i släktet Scaphinotus och familjen jordlöpare. Inga underarter finns listade i Catalogue of Life.